# Lindre-Haute
Lindre-Haute – miejscowość i gmina we Francji, w regionie Grand Est, w departamencie Mozela.
Według danych na rok 1990 gminę zamieszkiwało 66 osób, a gęstość zaludnienia wynosiła 27 osób/km² (wśród 2335 gmin Lotaryngii Lindre-Haute plasuje się na 979. miejscu pod względem liczby ludności, natomiast pod względem powierzchni na miejscu 1209.).